# 플라이 (1986년 영화)
《플라이》(영어: The Fly)는 1986년 개봉한 미국 SF 공포 영화이다. 1958년 개봉한 동명 영화를 리메이크하였다. 1987년 제59회 아카데미상 분장상을 수상했다.
"물질전송 연구자"가 실험 도중 사고로 비극을 맞이하는 전체 줄거리는 원작과 같지만, "주인공이 겪는 급격한 변화와 고뇌"를 회상 형식으로 묘사한 원작과 달리 이 작품은 "서서히 변화해가는 주인공과 그 주변을 둘러싼 일들"을 시간에 맞춰 묘사하고 있다.
1989년에 속편 《플라이 2》가 개봉했다.

## 줄거리
과학자 세스 브런들은 물질전송 연구자이다. 세스는 "마주하고 있는 두 장치 중 한쪽에 물건을 두고 분해하여 반대편으로 전송, 원래 상태로 재구축"하는 실험을 계속하고 있다. 무기물 전송 실험이 성공하자 유기물을 사용한 실험으로 이행하던 세스는 어느 날 본인 몸을 전송하는 실험을 한다.
실험은 성공을 거둔듯 보였으나 그 후 세스 몸과 행동에 여러 이변이 발생한다. 뛰어난 신체능력이 나타나자 세스는 처음엔 이를 유전자 재구성으로 얻은 초능력으로 해석한다.
하지만 등에 굵은 털이 자라는 등 이상한 모습에 버로니카는 낙관할 수 없는 사태가 일어났다고 느낀다. 조사 결과, 실험 때 세스가 들어간 전송 장치에 우연히 파리 한 마리가 들어갔고, 전송을 제어하던 컴퓨터가 재구축 과정에서 세스와 파리를 유전자 수준에서 융합시킨 것이 판명된다.
이상한 신체 능력을 얻은 동시에 머리나 이가 빠지고 피부가 벗겨져 점점 인간 모습을 잃어가는 세스. 그런 세스를 걱정하던 애인 버로니카는 전엔 생각하지도 못했던 사실 하나를 깨닫게 된다. 버로니카는 태내에 세스 아이를 가졌고 그 아이도 파리 유전자를 이어받았을 가능성이 있던 것이다.
버로니카는 전 애인 스태시스에게 도움을 받아 낙태 수술을 하려고 하지만 사고까지 파리처럼 변해버린 세스에게 방해를 받고 연구실로 끌려온다. 마침내 완전한 파리 인간 "브런들 플라이"로 변모한 세스는 인간으로 돌아오기 위해 전송 장치를 써서 버로니카와 융합을 계획한다.
하지만 스태시스가 개입해 실패하고 세스는 장치 부품과 이상한 결합을 하고 만다. 숨이 끊어져가는 "브런들 플라이"는 버로니카가 가진 권총을 자기 머리에 겨누며 죽음을 원한다는 몸짓을 취한다. 처음엔 거절하는 버로니카였지만 마지막에는 소원을 들어주기로 결심한다.

## 출연
- 제프 골드블룸 - 세스 브런들 역
- 지나 데이비스 - 버로니카 "로니" 퀘이프 역
- 존 게츠 - 스태시스 보런스 역
- 조이 부셜 - 토니 역
- 데이비드 크로넌버그 - 여성의학과 의사 역